# 德米特里·布洛欣采夫
德米特里·伊万诺维奇·布洛欣采夫（俄语：Дми́трий Ива́нович Блохи́нцев，1907年1月11日—1979年1月27日）苏联物理学家和院士，毕业于莫斯科国立大学，就职于列别捷夫物理研究所。他首次使用了引力子一词，参与研发苏联首座核电站，是杜布纳联合原子核研究所首任主管。20世纪40年代参与对哥本哈根诠释和的批判，提出“量子力学新解释”以批判并取代“资产阶级的量子力学学派”。布洛欣采夫编写有量子力学教科书，并以马列唯物主义精神阐释量子力学哲学。他的量子力学教科书出版于1944年并因此获得斯大林奖，后被中华人民共和国引进使用。1943年加入联共（布）。